# Mitch Ryder

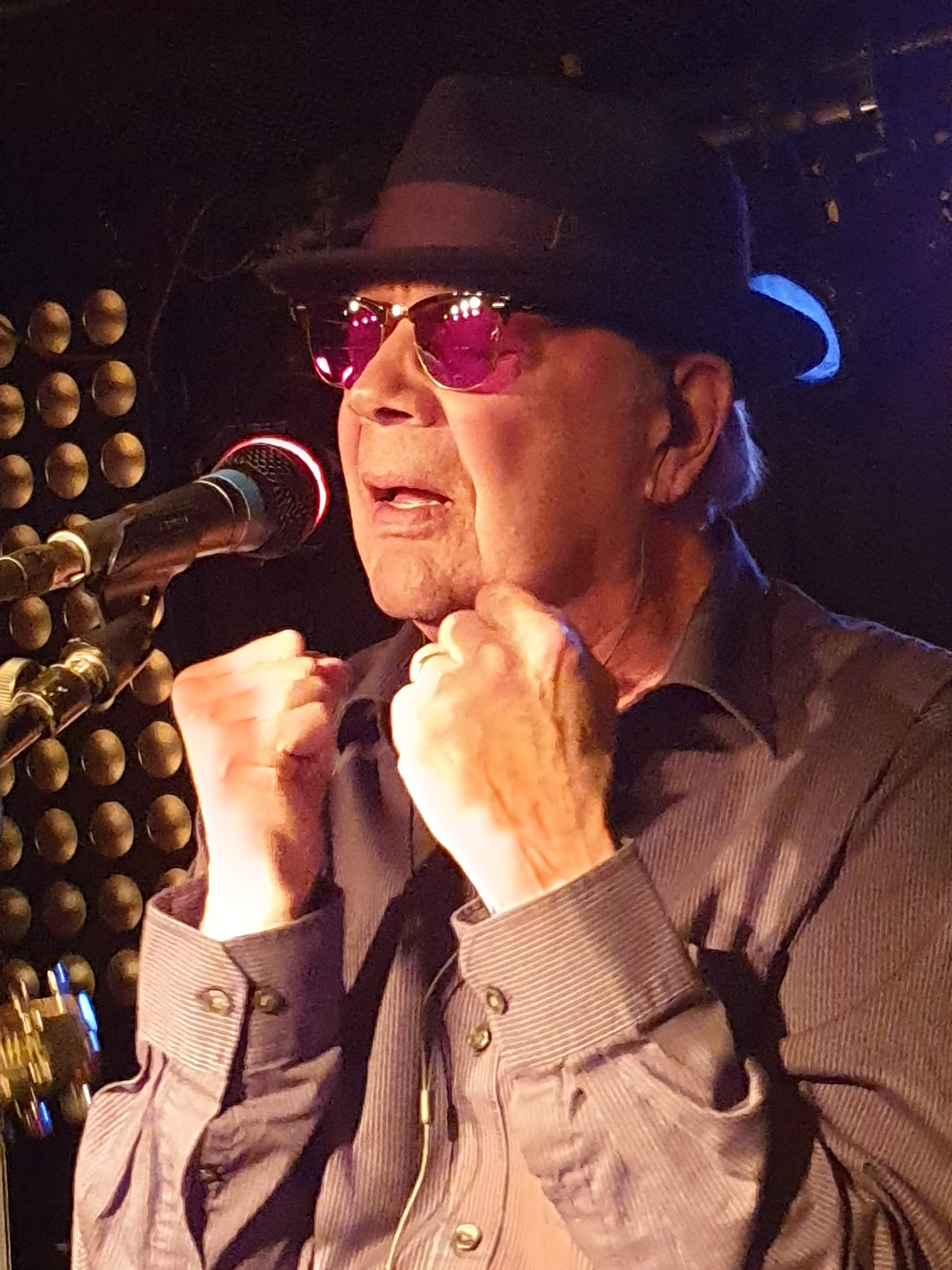
Mitch Ryder, 2023

Mitch Ryder (* 26. Februar 1945 als William S. Levise, Jr. in Hamtramck, Michigan) ist ein US-amerikanischer Rocksänger.

## Jugend
Mitch Ryder spielte bereits als Schüler Rhythm and Blues in der Band The Tempest. Mit 17 Jahren nahm er die Single That’s What It’s Going To Be/Fool For You auf dem kleinen Detroiter Label Carrie auf und agierte als Frontman für ein schwarzes Vokaltrio namens Peps.

## Karriere
1962 startete er seine eigene Band Billy Lee & The Rivieras. 1965 änderte die Gruppe, die kurz zuvor aus Detroit nach New York gezogen war, ihren Namen auf Anraten ihres Manager Bob Crewe in Mitch Ryder & The Detroit Wheels. Grund dafür war ein Namenskonflikt mit einer anderen Band, die sich ebenfalls The Rivieras nannte und die die Single California Sun auf dem Markt hatte.
Mitch Ryder & The Detroit Wheels bildeten die musikalische Brücke zwischen dem Detroiter Motown-Soul, puristischem Soul im Stil James Browns und energiegeladenem Rock and Roll der 1950er Jahre, wie er später von Interpreten wie MC5, Grand Funk Railroad, Ted Nugent und Bob Seger weiterentwickelt wurde.
In der Besetzung Ryder, Jim McCarty & Joe Kubert (Gitarre), Earl Elliott (Bass), und Johnny „Bee“ Badanjek (Schlagzeug) hatten sie 1965 mit der Single Jenny Take A Ride! ihren ersten Hit. Es folgten C. C. Rider, Jenny, Jenny, Little Latin Lupe Lu, ein Medley aus Devil with a Blue Dress On und Good Golly Miss Molly, Sock It to Me-Baby! und zuletzt wieder ein Medley aus Too Many Fishes in the Sea und Three Little Fishes.
1967 begann Mitch Ryder ebenfalls auf Anraten von Bob Crewe eine Solokarriere. Seine Auftritte in Las Vegas, mit einer Big Band im Rücken, waren kommerziell erfolglos. Bevor er nach Detroit zurückkehrte, machte er in Memphis Aufnahmen mit Booker T. & the MG's und den Memphis Horns. Nach einem Intermezzo mit der Soulband Liberty spielte Ryder mit der kurzlebigen Supergroup Detroit - bestehend aus Steve Hunter (Gitarre), Ron Cooke (Bass), Brett Tuggle (Gitarre), Harry Phillipps (Tasteninstrumente), Dirty Ed (Percussion) sowie Detroit Wheels-Schlagzeuger Johnny „Bee“ Badanjek  - 1971 ein Album und drei Singles für Paramount Records ein.
Enttäuscht kehrte Ryder dem Musikgeschäft für fünf Jahre den Rücken und zog nach Denver. Zurück in Detroit, unterschrieb er einen Vertrag mit Line Records in Hamburg und veröffentlichte Alben, die vor allem in Europa für Aufmerksamkeit sorgten.
Einem breiten europäischen Publikum wurde er durch seinen „Full Moon“-Auftritt in der fünften WDR-Rockpalast-Nacht in der Grugahalle Essen im Oktober 1979 bekannt, als er sich, offensichtlich betrunken, zuerst mit seiner Band, dann in einem Live-Interview mit dem Moderator Alan Bangs und schließlich mit dem Publikum anlegte und dennoch ein Konzert mit hoher atmosphärischer Dichte absolvierte. Alan Bangs beschrieb Ryders folgenden Auftritt als „eine der besten Vorstellungen, die er je erlebt habe …“
1983 kehrte Ryder mit dem Album Never Kick A Sleeping Dog, produziert von Little Bastard (Pseudonym für John Cougar Mellencamp), in die US-Rockszene zurück. Mit der Prince-Coverversion When You Were Mine aus dessen Album Dirty Mind gelangte er wieder in die unteren Regionen der US-Hitparaden (#87 Billboard).

## Nach 2000

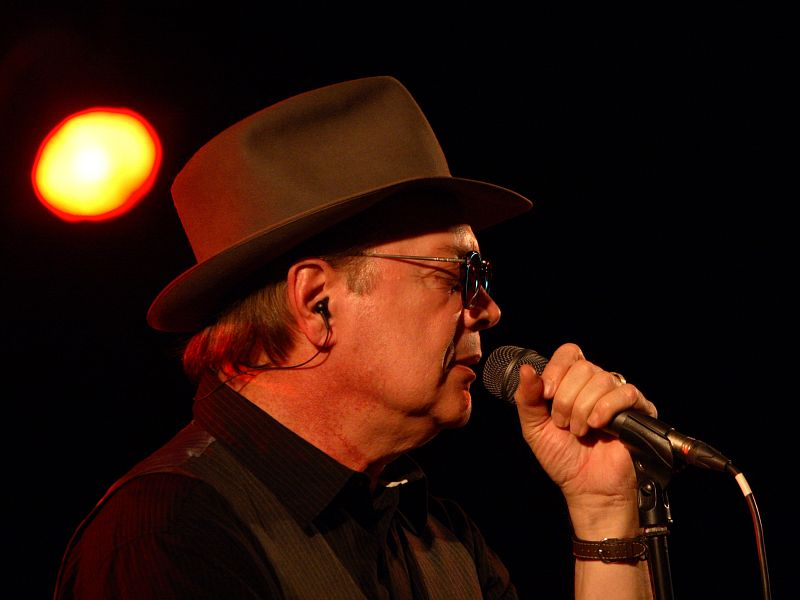
Mitch Ryder, 2008

Nach der Jahrtausendwende wurde Mitch Ryder hauptsächlich in Europa, speziell in Deutschland populär. Seine Begleitband in Europa war die deutsche Gruppe Engerling, mit der er seit 1994 sporadisch, ab 2002 jährlich von Januar bis März auf Tournee ging. Die Band war auch an den CD-Produktionen Rite of Passage (1994), The Old Man Springs A Boner (2003), A Dark Caucasian Blue (2004) und The Acquitted Idiot (2006) beteiligt.
2008 erschien sein Werk You Deserve My Art, Ende 2007 ebenfalls mit Engerling eingespielt. Das Konzert im Februar 2008 im Kesselhaus in der Kulturbrauerei in Berlin widmete Mitch Ryder seiner Schwester, die eine Stunde vor Beginn der Show gestorben war.
Sein 2021 produziertes Studioalbum Georgia Drift konnte er coronabedingt nicht 2022, sondern erst Anfang 2023 herausbringen. Auch wurde die für 2022 anberaumte Tournee auf das Jahr 2023 verschoben.
Im Jahr 2024 trennte sich Ryder nach 30-jähriger Zusammenarbeit von seiner Live-Begleitband Engerling.

## Auszeichnungen
- 2005: Mitch Ryder The Detroit Wheels Michigan Rock and Roll Legends[4]

## Diskografie

### Alben
| Jahr | Titel                     | Höchstplatzierung, Gesamtwochen, AuszeichnungChartplatzierungen (Jahr, Titel, Platzierungen, Wochen, Auszeichnungen, Anmerkungen) | Höchstplatzierung, Gesamtwochen, AuszeichnungChartplatzierungen (Jahr, Titel, Platzierungen, Wochen, Auszeichnungen, Anmerkungen) | Anmerkungen                      |
| Jahr | Titel                     | DE | US | Anmerkungen                      |
| ---- | ------------------------- | --- | --- | -------------------------------- |
| 1966 | Take A Ride               | — | US78 (7 Wo.)US | Mitch Ryder & The Detroit Wheels |
| 1966 | Breakout                  | — | US23 (34 Wo.)US | Mitch Ryder & The Detroit Wheels |
| 1967 | Sock It To Me             | — | US34 (16 Wo.)US | Mitch Ryder & The Detroit Wheels |
| 1967 | All Mitch Ryder Hits      | — | US37 (26 Wo.)US | Mitch Ryder & The Detroit Wheels |
| 1981 | Got Change For A Million  | DE62 (3 Wo.)DE | — |                                  |
| 1983 | Never Kick A Sleeping Dog | — | US120 (9 Wo.)US |                                  |

Weitere Alben
- 1967: All the Heavy Hits (Mitch Ryder & The Detroit Wheels)
- 1967: What Now My Love (Mitch Ryder & The Detroit Wheels)
- 1969: The Detroit-Memphis Experiment
- 1971: Detroit (Detroit feat. Mitch Ryder)
- 1979: How I Spent My Vacation
- 1980: Naked But Not Dead
- 1981: Live Talkies
- 1982: Smart Ass
- 1986: In The China Shop
- 1988: Red Blood White Mink
- 1992: La Gash
- 1994: Rite Of Passage
- 1996: At The Logo Hamburg
- 1997: Get Out the Vote-Live at the Hill Auditorium - April 1, 1972 (Detroit with Mitch Ryder)
- 1999: Monkey Island
- 1999: War - Best
- 2003: The Old Man Springs A Boner (Mitch Ryder & Engerling)
- 2004: A Dark Caucasian Blue (Mitch Ryder & Engerling)
- 2005: Devil With Her Blue Dress Off (Studioaufnahmen alter US-Hits von 1991)
- 2005: Jenny Take A Ride
- 2006: The Acquitted Idiot (Mitch Ryder & Engerling)
- 2006: Red Scar Eyes (Mitch Ryder & Engerling)
- 2008: You Deserve My Art (Mitch Ryder & Engerling)
- 2009: Detroit Ain’t Dead Yet (The Promise)
- 2009: Air Harmonie (Live in Bonn 2008) (Mitch Ryder feat. Engerling)
- 2013: It’s Killing Me (Mitch Ryder & Engerling)
- 2017: Stick this in Your Ear
- 2018: Christimas: Take a Ride
- 2019: The Blind Squirrel Finds a Nut (feat. Engerling / Live)
- 2023: Georgia Drift
- 2024: The Roof Is On Fire (feat. Engerling / Live)
- 2025: With Love

### Singles
| Jahr | Titel Album                                  | Höchstplatzierung, Gesamtwochen, AuszeichnungChartplatzierungen (Jahr, Titel, Album, Platzierungen, Wochen, Auszeichnungen, Anmerkungen) | Höchstplatzierung, Gesamtwochen, AuszeichnungChartplatzierungen (Jahr, Titel, Album, Platzierungen, Wochen, Auszeichnungen, Anmerkungen) | Anmerkungen                                                      |
| Jahr | Titel Album                                  | UK | US | Anmerkungen                                                      |
| ---- | -------------------------------------------- | --- | --- | ---------------------------------------------------------------- |
| 1965 | Jenny Take A Ride Take A Ride                | UK33 (5 Wo.)UK | US10 (12 Wo.)US | B-Seite: Baby Jane (Mo Mo Jane) Mitch Ryder & The Detroit Wheels |
| 1966 | Little Latin Lupe Lu Breakout                | — | US17 (9 Wo.)US | Mitch Ryder & The Detroit Wheels                                 |
| 1966 | Break Out Breakout                           | — | US62 (5 Wo.)US | B-Seite: I Need Help Mitch Ryder & The Detroit Wheels            |
| 1966 | Takin’ All I Can Get Sock It To Me           | — | US100 (1 Wo.)US | B-Seite: You Get Your Kicks Mitch Ryder & The Detroit Wheels     |
| 1966 | Devil With A Blue Dress On Breakout          | — | US4 (16 Wo.)US | B-Seite: Good Golly Miss Molly Mitch Ryder & The Detroit Wheels  |
| 1967 | Sock It To Me Baby Sock It To Me             | — | US6 (11 Wo.)US | B-Seite: I Never Had It Better Mitch Ryder & The Detroit Wheels  |
| 1967 | Too Many Fish In The Sea                     | — | US24 (6 Wo.)US | B-Seite: One Grain Of Sand Mitch Ryder & The Detroit Wheels      |
| 1967 | Joy                                          | — | US41 (6 Wo.)US | B-Seite: I’d Rather Go To Jail                                   |
| 1967 | What Now My Love                             | — | US30 (7 Wo.)US | B-Seite: Blessing In Disguise                                    |
| 1967 | You Are My Sunshine                          | — | US88 (3 Wo.)US | B-Seite: Wild Child                                              |
| 1967 | (You’ ve Got) Personality - Chantilly Lace   | — | US87 (4 Wo.)US | B-Seite: I Make A Fool Of Myself                                 |
| 1983 | When You Were Mine Never Kick A Sleeping Dog | — | US87 (4 Wo.)US | B-Seite: Stand                                                   |

Weitere Singles
- 1962: That’s The Way It’s gonna Be / Fool For You (mit Bill Lee And The Rivieras)
- 1962: You Know / Won’t You Dance With Me (mit Bill Lee And The Rivieras)
- 1965: I Need Help / I Hope (Mitch Ryder & The Detroit Wheels)
- 1965: Come See About Me (Mitch Ryder & The Detroit Wheels)
- 1967: You Get Your Kicks / Ruby Baby
- 1967: Baby I Need Your Loving (plus Theme For Mitch / Ring Your Bell)
- 1968: Linda Sue Dixon (Mitch Ryder & The Detroit Wheels)
- 1969: Sugar Bee / I Believe
- 1969: It´s Been A Long Time / Direct Me
- 1971: It Ain’t Easy / Long Neck Goose
- 1972: Rock And Roll / Box Of Old Roses (Detroit feat. Mitch Ryder)
- 1972: Ohh-La la La-Dee Da Doo / Gimme Shelter (Detroit feat. Mitch Ryder)
- 1979: Nice And Easy / Passions Wheel
- 1979: Freezin’ In Hell / Long Hard Road
- 1979: Rock And Roll / Soul Kitchen (Live in Essen 79)
- 1980: Ain’t Nobody White / It’s My Life
- 1980: War / I Don’t Wanna Hear It
- 1980: We’re Gonna Win / Beyond The Wall / Bare Your Soul
- 1981: Red Scar Eyes / We’re Gonna Win
- 1983: Er ist nicht mein Präsident / Berlin
- 1985: Like A Rolling Stone / Can Do
- 1985: Good Golly Ask Ollie / Good Golly Ask Ollie (Dun Mix)
- 1992: Do You Feel Alright / Bye Bye Love / Devil With ... / Good Golly Miss Molly
- 1994: See You Again / Actually / By The Feel

### Videoalben
- 2004: Mitch Ryder - At Rockpalast 1979 & 2004 (DVD)